# Halicyclops paradenticulatus
Halicyclops paradenticulatus is een eenoogkreeftjessoort uit de familie van de Halicyclopidae. De wetenschappelijke naam van de soort werd in 1984 voor het eerst geldig gepubliceerd door Carlos Eduardo Falavigna da Rocha.